# Димитриос Дионисиу
Димитриос Дионисиу (на гръцки: Δημήτριος Διονυσίου) е гръцки просветен деец и общественик от Сяр.

## Биография
Роден е в 1885 година в македонския град Сяр, който тогава е в Османската империя. Следва право в Атина и Цариград. Преподава в различни селища като Правища, Сухо, в женското и мъжкото гръцко училище в Ксанти. Знае отлично турски, френски, немски и български език. В 1916 година българските окупационни власти го арестуват и го изпращат в трудов лагер в България. След войните практикува право в Сяр. Пише в различни вестници и издания.
Умира в 1960 година. Името му носи улица в Сяр.